# Eishockey-Eredivisie (Belgien) 1995/96
Die Saison 1995/96 war die 76. Spielzeit der Eredivisie, der höchsten belgischen Eishockeyspielklasse. Meister wurden zum ersten Mal in der Vereinsgeschichte überhaupt die Griffoens Geel.

## Modus
Die Hauptrunde wurde in zwei Gruppen mit je vier Mannschaften aufgeteilt. Die beiden Erstplatzierten jeder Gruppe qualifizierten sich für die Playoffs, in denen der Meister ausgespielt wurde. Für einen Sieg erhielt jede Mannschaft drei Punkte, bei einem Unentschieden gab es einen Punkt und bei einer Niederlage null Punkte.

## Hauptrunde

### Gruppe A
|    | Klub                         | Sp | S | U | N | T  | GT | Punkte |
| -- | ---------------------------- | -- | - | - | - | -- | -- | ------ |
| 1. | Phantoms Deurne              | 6  | 6 | 0 | 0 | 58 | 14 | 12     |
| 2. | IHC Leuven                   | 6  | 3 | 0 | 3 | 50 | 39 | 6      |
| 3. | Olympia Heist op den Berg    | 6  | 1 | 1 | 4 | 28 | 47 | 3      |
| 4. | Cercle des Patineurs Liègois | 6  | 1 | 1 | 4 | 15 | 51 | 3      |

Sp = Spiele, S = Siege, U = Unentschieden, N = Niederlagen

### Gruppe B
|    | Klub                | Sp | S | U | N | T  | GT | Punkte |
| -- | ------------------- | -- | - | - | - | -- | -- | ------ |
| 1. | HYC Herentals       | 6  | 6 | 0 | 0 | 59 | 16 | 12     |
| 2. | Griffoens Geel      | 6  | 3 | 1 | 2 | 40 | 28 | 7      |
| 3. | Phantoms Deurne II  | 6  | 2 | 1 | 3 | 36 | 44 | 5      |
| 4. | White Caps Turnhout | 6  | 0 | 0 | 6 | 11 | 58 | 0      |

Sp = Spiele, S = Siege, U = Unentschieden, N = Niederlagen

## Playoffs

### Halbfinale
- IHC Leuven – HYC Herentals 5:11/2:13
- Griffoens Geel – Phantoms Deurne 5:6/3:1

### Spiel um Platz drei
- IHC Leuven – Phantoms Deurne 5:12/5:14

### Finale
- HYC Herentals – Griffoens Geel 3:7/4:4